# Elektrownia Ramagundam
Elektrownia Ramagundam – elektrownia cieplna w Ramagundem w dystrykcie Karimnagar w stanie Telangana w Indiach.